# Karl-Heinrich Brenner
Karl-Heinrich Brenner, född 19 maj 1895 i Mannheim, död 14 februari 1954 i Karlsruhe, var en tysk officer. Under andra världskriget beklädde han flera höga ämbeten inom Ordnungspolizei (Orpo). Han var även befälhavare inom Waffen-SS och blev mångfaldigt dekorerad.

## Biografi

### Andra världskriget
Den 1 september 1939 anföll Tyskland sin östra granne Polen och den 26 oktober inrättades Generalguvernementet, den del av Polen som ockuperades och inte inlemmades i tyska riket. Brenner var kortvarigt kommendör för Ordnungspolizei i distriktet Warschau. I maj 1940 fick han befälet över ett regemente inom 4. SS-Polizei-Panzergrenadier-Division. Vid en minexplosion utanför Leningrad i oktober 1941 förlorade han vänster öga och mottog Såradmärket i guld.
År 1943 utnämndes Brenner till befälhavare för Ordnungspolizei i Salzburg och senare samma år till samma post i Kiev i det av Tyskland ockuperade Ukraina. Han utmärkte sig i strid i mars 1944 vid orterna Borki och Kremenets. Under sommaren 1944 förde Brenner befäl över Kampfgruppe Curt von Gottberg, även benämnd Kampfgruppe Brenner som ägnade sig åt partisanbekämpning. Från september 1944 till april 1945 anförde Brenner 6. SS-Gebirgs-Division Nord och fick för sina insatser motta Riddarkorset.
I april 1945 greps Brenner av amerikanska trupper och hamnade i krigsfångenskap. Efter frigivningen slog han sig ned i Karlsruhe. År 1953 kandiderade han till Förbundsdagen för det nynazistiska Dachverband der Nationalen Sammlung.

## Utmärkelser i kronologisk ordning[2]
- Järnkorset av andra klassen
- Järnkorset av första klassen
- Badische Silberne Karl-Friedrich Militärverdienstmedaille
- Oldenburgska hederskorset av andra klassen
- Oldenburgska hederskorset av första klassen
- Zähringer Löwenordens riddarkors av andra klassen med svärd
- Preussiska militärförtjänstmedaljen av andra klassen
- Såradmärket i silver
- Ärekorset
- Hitlerjugends gyllene hedersutmärkelse
- Tyska Olympiska Hederstecknet av andra klassen
- Tyska ryttarmärket i silver
- Rikssportmärket i guld
- Deutsche Lebens-Rettungs-Gesellschafts utmärkelse
- SS-Zivilabzeichen
- Hedersärmvinkel
- SS-Ehrenring (Totenkopfring)
- Julleuchter
- SS tjänsteutmärkelse
- Polisens tjänsteutmärkelse av andra klassen
- SS hederssvärd
- Anschlussmedaljen (Medaille zur Erinnerung an den 13. März 1938)
- Sudetenlandmedaljen (Medaille zur Erinnerung an den 1. Oktober 1938)
- Krigsförtjänstkorset av andra klassen med svärd
- Tilläggsspänne till Järnkorset av andra klassen
- Tilläggsspänne till Järnkorset av första klassen
- Såradmärket i guld
- Krigsförtjänstkorset av första klassen med svärd
- Infanteristridsmärket i silver
- Tyska korset i guld
- Riddarkorset av Järnkorset